# Richter Ilona
Richter Ilona (Környe, 1928. április 22. –) Munkácsy Mihály-díjas magyar grafikus, illusztrátor.

## Életpályája
1952-ben végzett a Magyar Képzőművészeti Főiskolán, ahol Konecsni György tanítványa volt.
1852-1960 között a Magyar Természettudományi Múzeum és a Magyar Nemzeti Múzeum tudományos illusztrátora volt. 1960-1973 között Nápolyban a Zoológiai Állomáson dolgozott. 1975-től 15 évig a a szegedi József Attila Tudományegyetem növénytani tanszékének munkatársa volt. 1990-ben nyugdíjba vonult.
Tudományos könyveket, szakmonográfiákat illusztrált.

## Kiállításai
- 1958 Tihany, Budapest, Debrecen
- 1966 Pécs
- 1968 Zürich
- 1971 Genf
- 1973 Szeged, Kiskunhalas
- 1974 Szeged, Veszprém
- 1975 Szeged
- 1976, 1986, 1990-1992 Baja
- 1983, 1995, 1998 Budapest
- 1983 Frankfurt am Main
- 1988 Pozsony

## Művei
- Homokország (természetismertető gyermekkönyv, 1961)
- Anthomedusae/Athecatae (Hydrozoa, Cnidari) of the Mediterranean (tengerbiológiai monográfia, 1970)
- Pandi (gyermekkönyv, 1971)
- Úton-útfélen (növényakvarellek, 1981)
- Opisthobranchia des Mittelmeeres (tengerbiológiai monográfia, 1982)
- Virágok (1984)
- Termések (1986)
- Egy cseppben a tenger (természetismertető gyermekköny, 1988)
- Emlékkönyv (2001)
- Szemlélődés (versek, 2005)
- A megelégedés fája (2012)
- Homokország (új kiadás, 2014)

## Díjai
- Munkácsy Mihály-díj (1955)
- a franfurti könyvművészeti alapítvány díja (1983)
- Év Gyermekkönyve díj (1988)
- József Attila-emlékplakett (1998)
- A Magyar Érdemrend lovagkeresztje (2018)